# 物理工学科
物理工学科（ぶつりこうがっか）とは、大学に置かれる学科の名称であり、工学に関連した物理学を教育研究することを目的としている。
主に、工学部、理工学部に設置され、工学部の主要な学科と比べ、製作・設計の実習が少なく、物理学に関する実験や演習が多いことが特徴である。

## 物理工学科を置く大学

### 国公立大学
- 東京大学工学部
- 福井大学工学部
- 名古屋大学工学部
- 名古屋工業大学工学部
- 三重大学工学部 (2019年度より募集停止)
- 京都大学工学部
- 横浜国立大学理工学部

### 私立大学
- 東京理科大学先進工学部 （2023年度より応用物理学科から改新）

## 物理工学科に類する学科・組織が置かれる大学

### 国公立大学
- 北海道大学工学部 （応用理工系学科 応用物理工学コース）
- 室蘭工業大学工学部 （応用理化学系学科 応用物理コース）
- 筑波大学理工学群 （応用理工学類 応用物理主専攻）
- 東京農工大学工学部 （化学物理工学科 物理工学コース、2019年度まで物理システム工学科）
- 電気通信大学情報理工学域（III類（理工系）物理工学教育プログラム）
- 横浜国立大学理工学部 （数物・電子情報系学科 物理工学教育プログラム）
- 大阪大学工学部（応用自然科学科 物理工学科目）
- 大阪公立大学工学部 （電子・物理工学科）
- 鳥取大学工学部（機械物理系学科 物理工学プログラム）
- 島根大学総合理工学部（総合理工学科 先端ものづくり分野が、電⼦物理⼯学⼈材養成履修モデルを用意）
- 九州工業大学情報工学部（物理情報工学科）
- 宮崎大学工学部（工学科 半導体サイエンスプログラム（旧材料物理工学科→電子物理工学科→工学科応用物理工学プログラム）

### 私立大学
- 慶應義塾大学理工学部 （物理情報工学科）

## 備考
東大、名大の物理工学科では理科の教員免許は取得できない。